# Santuario della Madonna di San Luca
Il santuario della Madonna di San Luca (San Lócca in bolognese) è una basilica dedicata al culto cattolico mariano e si eleva sul colle della Guardia, uno sperone in parte boschivo a 280 m s.l.m. a sud-ovest del centro storico di Bologna. È un importante santuario nella storia della città, fin dalle sue origini meta di pellegrinaggi per venerare l'icona della Vergine col Bambino detta "di San Luca". Il santuario è raggiungibile da porta Saragozza attraverso una lunga e caratteristica via porticata, che scavalca via Saragozza con il monumentale Arco del Meloncello (1732) per poi salire ripidamente fino al santuario.

## Storia
La storia del santuario è legata all'icona custodita al suo interno, che diede origine alla leggenda sulla fondazione del santuario stesso e ne determinò la fortuna nei secoli, facendone una meta di pellegrinaggi.

### La leggenda di Teocle

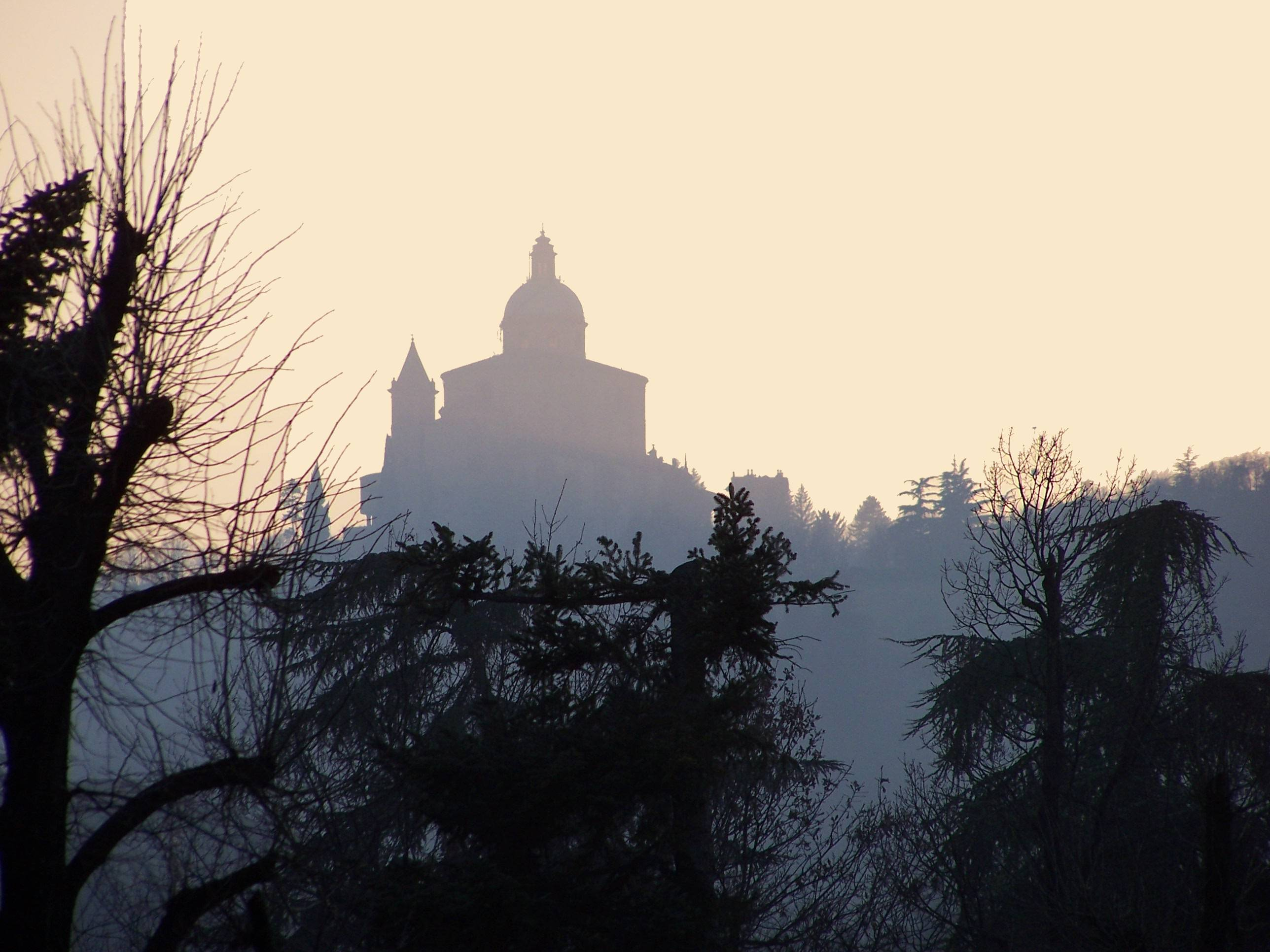
Santuario della Madonna di San Luca sul Colle della Guardia

La leggenda riguardante l'arrivo dell'icona raffigurante una Madonna col Bambino è raccontata tardivamente nella cronaca di Graziolo Accarisi, giureconsulto bolognese del XV secolo. Essa narra di un pellegrino-eremita greco che, in pellegrinaggio a Costantinopoli, avrebbe ricevuto dai sacerdoti della basilica di Santa Sofia il dipinto, attribuito a Luca evangelista, affinché lo portasse sul "monte della Guardia", così come era indicato in un'iscrizione sul dipinto stesso. Così l'eremita si incamminò in Italia alla ricerca del colle della Guardia e solo a Roma seppe, dal senatore bolognese Pascipovero, che tale monte si trovava nei pressi di Bologna. Arrivato nella città emiliana, fu accolto dalle autorità cittadine e la tavola della Madonna col Bambino venne portata in processione sul monte.
Col tempo la leggenda si arricchì di particolari dettati dalla fantasia o dalle supposizioni dei cronisti. Il primo fu, nel 1539, Leandro Alberti che diede alle stampe la Cronichetta della gloriosa Madonna di S. Luca del Monte della Guardia di Bologna, dove ipotizzava, come data d'arrivo dell'icona, l'anno 1160. Nel 1603 la scrittrice veneziana Lucrezia Marinelli pubblicò una raccolta di rime sacre contenenti un poemetto sull'icona, nel quale il pellegrino greco viene chiamato Eutimio. Il frate Tommaso Ferrari, nel 1604, aggiunse il particolare che l'icona fosse stata ricevuta dall'eremita e portata sul monte dal vescovo bolognese Gerardo Grassi. Infine, è un falso documento, prodotto probabilmente da don Carlo Antonio Baroni (1647-1704) e datato 8 maggio 1160, a raccontare della consegna dell'icona da parte del vescovo Grassi a due sorelle, Azzolina e Beatrice, figlie di Rambertino Guezi, fondatrici nel 1143 di un eremo sul colle della Guardia consistente di una capanna e una piccola cappella dedicata a San Luca. Quest'ultimo documento falso, dava anche un nome al pellegrino: Teocle Kmnya (o Kamnia).

### Angelica Bonfantini e Santa Maria della Guardia
I documenti ritenuti autentici ci parlano invece di un'altra figura femminile, Angelica Bonfantini, figlia di Caicle di Bonfantino e di Bologna di Gherardo Guezi, che in un documento datato 30 luglio 1192, decise di darsi alla vita eremitica sul Monte della Guardia, con il proposito di costruirvi un oratorio e una chiesa. Professò così i voti nel ramo femminile dei canonici di Santa Maria in Reno, donando loro dei terreni di sua proprietà sul monte della Guardia, chiedendo in cambio un aiuto nella costruzione della chiesa e gli alimenti per la canonica. Tuttavia si riservava l'usufrutto e la rendita dei beni ceduti e di quelli che avrebbe ottenuto dalle offerte dei fedeli.
L'anno seguente, Angelica ottenne l'interessamento del papa Celestino III, il quale con un documento datato 24 agosto 1193 ordinò al vescovo di Bologna Gerardo di Gisla di porre, su richiesta di Angelica, la prima pietra della «nuova chiesa da costruire sul monte della Guardia», portata direttamente da Roma e benedetta dal Pontefice stesso. Essa fu posata il 25 maggio 1194.

#### La disputa con i canonici renani

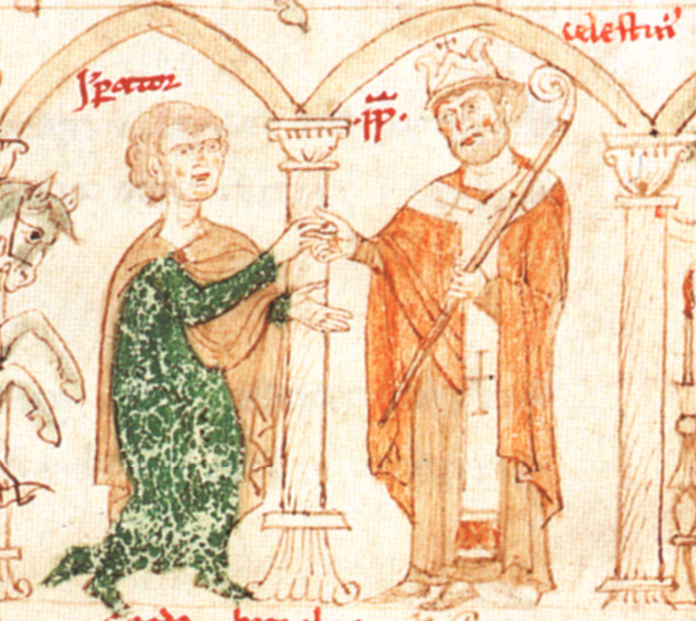
Papa Celestino III (sulla destra) si interessò personalmente alla causa di Angelica Bonfantini

Il nuovo santuario presto divenne meta di pellegrinaggio e, con il crescere dell'importanza del luogo, nacque una disputa fra Angelica e il clero di Santa Maria in Reno, riguardo all'interpretazione giuridica dell'atto di donazione del 1192. I canonici renani, infatti, sostenevano che Angelica, in quanto canonichessa, avrebbe dovuto subordinarsi alla congregazione dei canonici, lasciando loro i diritti relativi alla comunità eremitica, nonché alle offerte e donazioni fatte alla comunità e alla chiesa di Santa Maria della Guardia. Angelica reagì rivendicando i diritti, anche economici, che si era riservata con l'atto di donazione. La controversia crebbe al punto di spingere Angelica a chiedere l'intervento del Papa, dal quale si sarebbe recata di persona per ben sette volte prima che la disputa venisse definitivamente risolta.
Una prima sentenza a favore di Angelica giunse il 25 febbraio 1195, da parte di Celestino III, alla quale però i renani si opposero. Recatasi a Roma, Angelica ottenne dal papa un'altra bolla, che obbligava il vescovo di Bologna e l'abate del convento dei Santi Naborre e Felice a riportare all'obbedienza i canonici di Santa Maria in Reno. Anche grazie agli appoggi nella curia romana di cui godeva il clero renano, esso si rifiutò nuovamente di ottemperare alla bolla, rifacendosi a cavilli giuridici.
Una svolta alla situazione giunse quando il papa, con bolla datata 20 novembre 1197, prendeva sotto la sua protezione «la chiesa e le persone della stessa, con tutti i beni che possiede», in cambio di un tributo annuale di una libbra d'incenso. Quest'atto, pur ponendo le eremite della Guardia de facto dipendenti solo dal Pontefice, non risolveva il fatto che, de iure, esse fossero ancora il ramo femminile dei canonici di Santa Maria in Reno.
L'8 gennaio 1198 Celestino III moriva e al suo posto fu eletto papa Innocenzo III, il quale confermò la protezione papale e risolse la diatriba giuridica, stabilendo che l'accordo di Angelica con i renani non era da considerare come professione religiosa ma come semplice promessa. I renani si appellarono nuovamente finché, dopo numerose sconfitte, cercarono l'accordo.
La controversia si chiuse il 13 marzo 1206, con la resa dei terreni, della chiesa e dei relativi diritti ad Angelica da parte dei canonici renani.
Angelica inoltre presentò nel 1210 una lista dei danni economici subiti a causa della vertenza con i canonici renani, fra cui la ragguardevole cifra di 1 000 lire di bolognini per mancate oblazioni (il che dà un'idea, se pur probabilmente gonfiata, del quantitativo di offerte che giungevano al santuario).
Dopo la morte di Angelica, avvenuta attorno al 1244, il cardinale Ottaviano Ubaldini affidò la gestione della chiesa, «tutte le ragioni, i privilegi e le pertinenze» ad alcune monache agostiniane provenienti dall'eremo di Ronzano, fra cui suor Balena, suor Dona e suor Marina. Il 28 gennaio 1258 esse ottennero da papa Alessandro IV l'esenzione della chiesa di Santa Maria del Monte della Guardia dal controllo del vescovo di Bologna. La controversia si riaprì brevemente nel 1271, ma senza alcun reale esito.

### L'assoggettamento al monastero di San Mattia
Nel 1278, per volere del cardinale fra Latino, le monache agostiniane vennero affiliate all'ordine domenicano. Nel 1290 alle monache fu permesso di edificare fuori Porta Saragozza (dove oggi sorge la chiesa di San Giuseppe) un nuovo monastero intitolato a San Mattia, distrutto nel 1357 ma ricostruito dentro le mura nel 1376. Le due comunità di monache erano governate da un'unica Superiora che risiedeva a San Mattia, mentre il Monte della Guardia era governato da una Vicaria coadiuvata da nove suore, che si avvicendavano ogni due anni. A causa della crescente prosperità del monastero di San Mattia, il 3 marzo 1438 papa Eugenio IV ordinò che Santa Maria della Guardia gli fosse assoggettata.

### Il "miracolo della pioggia" e il rifacimento quattrocentesco

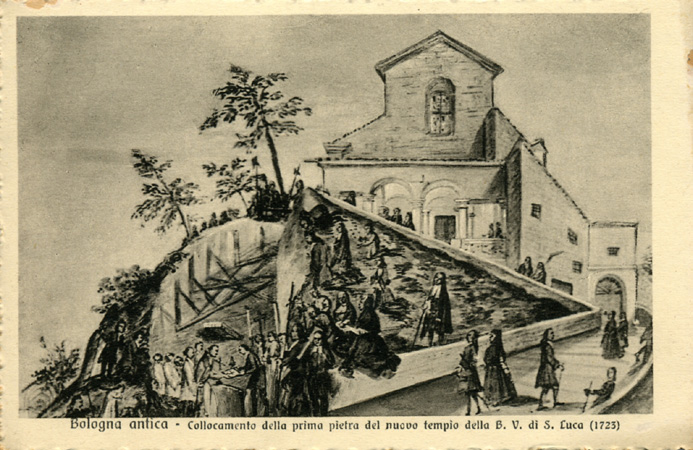
Incisione settecentesca raffigurante la posa della prima pietra del nuovo santuario, nel 1723, dove è visibile la preesistente chiesa quattrocentesca di Santa Maria della Guardia

Dopo anni di decadenza, a causa dell'instabilità politica bolognese e della posizione decentrata, il santuario conobbe nuovamente fortuna grazie al crescente pellegrinaggio sviluppatosi a seguito del cosiddetto "miracolo della pioggia" del 5 luglio 1433, quando le piogge primaverili, che rischiavano di danneggiare il raccolto, cessarono all'arrivo di una processione che portava in città l'icona.
Le numerose donazioni da parte di privati e della Compagnia di Santa Maria della Morte (a cui era stata affidata la cura dell'immagine sacra durante la permanenza in città) permisero quindi, nel 1481, di rinnovare completamente l'edificio, costituito da un vano rettangolare, coperto da volte a crociera e dotato di una cappella a pianta poligonale dove era custodita l'icona. Sul lato meridionale rimaneva il monastero dove si trovavano le monache provenienti dal monastero di San Mattia, incaricate della custodia del santuario.

### Ampliamenti successivi
Tra il 1603 e il 1623 venne ampliata e decorata la cappella maggiore e tra il 1609 e il 1616 fu ricostruito il campanile. Grazie al lascito testamentario del cardinale legato pontificio Lazzaro Pallavicini, nel 1696 venne aperto un nuovo cantiere, che portò a un ulteriore ampliamento e allungamento della chiesa, oltre che all'aggiunta di quattro cappelle laterali.
Dal 1708 i lavori furono diretti da Carlo Francesco Dotti e Donato Fasano, che portarono alla realizzazione di una nuova e più ricca cappella maggiore, adorna di un nuovo altare barocco in marmi policromi, progettato da Giovanni Antonio Ferri e realizzato dai tagliapietre Angelo Rangheri. Il cantiere fu terminato nel 1713.

### L'edificio attuale

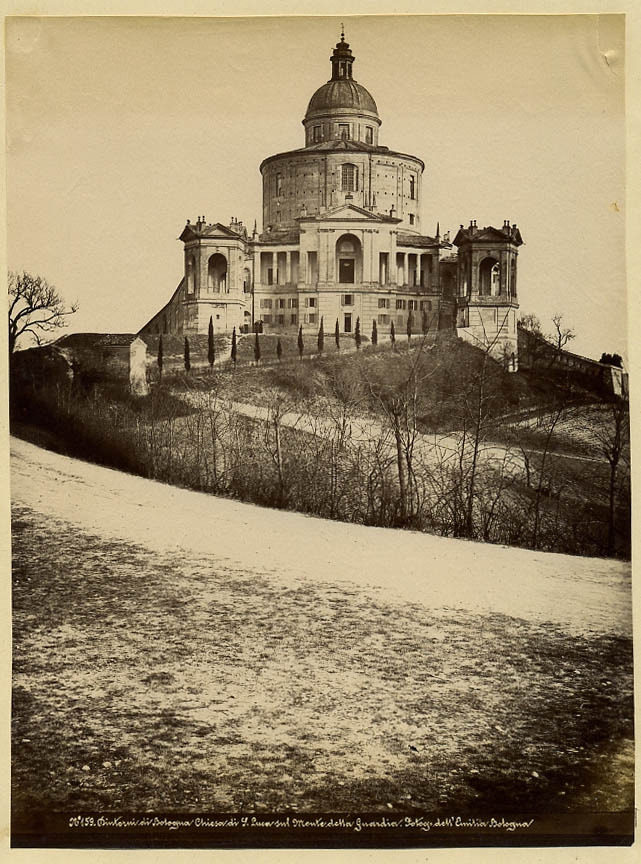
Il santuario in una fotografia storica di Pietro Poppi (1833-1914)

L'edificio attuale è il risultato di un nuovo intervento, più radicale, deciso nel 1723 e dettato dal contrasto fra la nuova cappella maggiore e il resto della costruzione. Essa fu demolita e ricostruita sotto la guida dello stesso Carlo Francesco Dotti, seguendo l'idea del frate servita Andrea Sacchi, che prevedeva una pianta ovale. I lavori si svolsero senza turbare l'arrivo di pellegrini: i muri del nuovo complesso, infatti, furono innalzati attorno al vecchio edificio, che fu abbattuto solo a lavori ultimati, nel 1743. Si procedette infine a realizzare la decorazione interna, terminata nel 1748 e l'anno successivo venne nuovamente riadattata la cappella maggiore.
Il 25 marzo 1765, dopo 42 anni di lavori, il cardinale arcivescovo Vincenzo Malvezzi inaugurò il nuovo santuario. La cupola, la facciata e le tribune esterne laterali furono terminate da Giovanni Giacomo Dotti nel 1774, su disegni lasciati dal padre.
Le leggi napoleoniche abolirono, l'11 febbraio 1799, il monastero domenicano di San Mattia e le suore, alle quali era affidato il santuario, dovettero abbandonarlo. A loro subentrarono i domenicani fino al 1824, quando fu assoggettato direttamente all'arcivescovo, dal cardinale Carlo Opizzoni. Da allora il santuario è gestito da sacerdoti diocesani diretti da un vicario arcivescovile.
Nel 1815 nuovi lavori portarono al rivestimento in marmo della cappella maggiore e alla costruzione di nuovi altari marmorei, su disegni di Angelo Venturoli.
Il santuario di San Luca fu dichiarato monumento nazionale nel 1874 ed ebbe la dignità di basilica minore da papa Pio X nel 1907.
Dal 1888 al 1889 fu attiva la funicolare di San Luca, che partiva dal Meloncello.
Fra il 1922 e il 1932 si realizzò la decorazione della cupola, la cui affrescatura fu affidata al pittore fiorentino Giuseppe Cassioli. Il piazzale antistante fu risistemato tra il 1938 e il 1950 su progetto dell'ingegnere Giuseppe Gualandi e del figlio Francesco per volere del cardinale Giovanni Battista Nasalli Rocca, il quale commissionò anche la costruzione di una cripta.
Dal 1930 al 1994 è stato attivo un orfanotrofio femminile, ospitato prima nei locali sottostanti il santuario stesso e successivamente trasferito in una nuova costruzione lungo il porticato, tuttora chiamata "le orfanelle".
Dal 1931 al 1976 era possibile raggiungere il santuario mediante una funivia panoramica, dismessa nel 1976, il cui capolinea inferiore era posto in prossimità dell'odierna fermata Funivia del trasporto pubblico locale.

## Il santuario

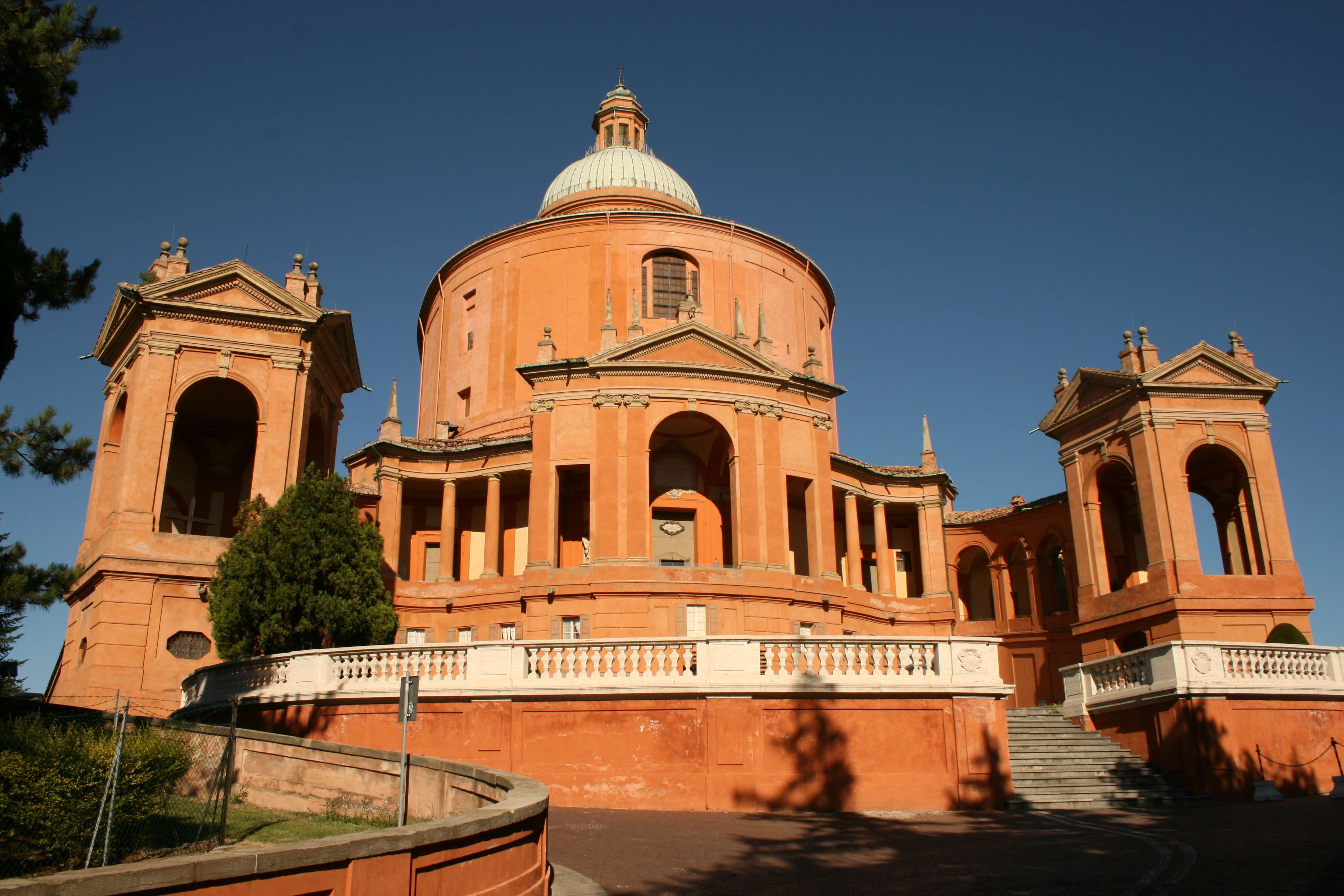
Pronao e facciata del santuario

### L'esterno

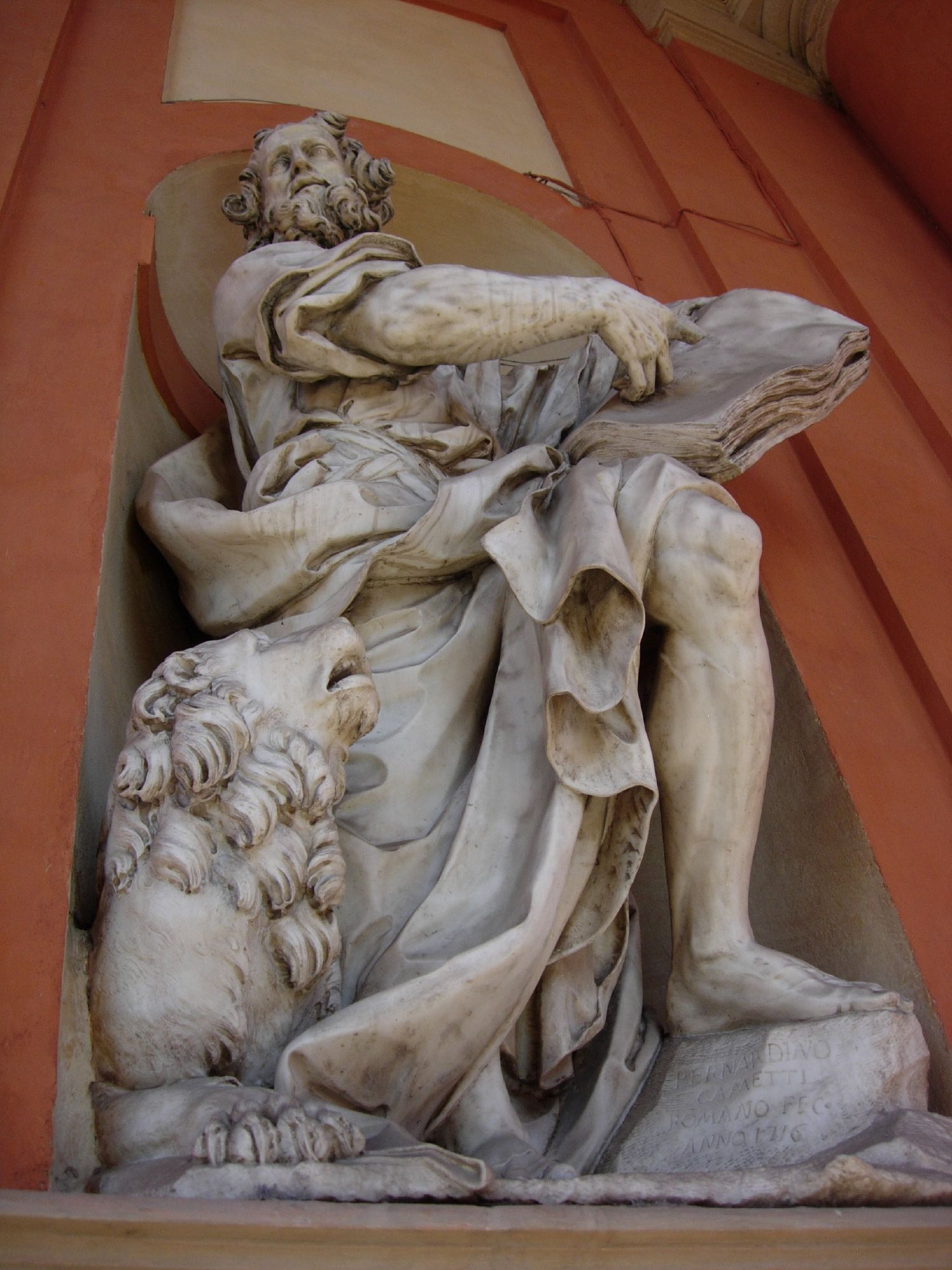
Statua di San Marco, di Bernardino Cametti

Lo stile dominante è il barocco, testimoniato da forme e volumi dinamici e curvilinei alternati in continue sporgenze e rientranze. Il corpo dell'edificio è costituito, in massima parte, dal grandissimo tiburio ellittico, spoglio e compatto, sormontato al centro da una grande cupola con lanterna, che ospita un osservatorio a 42 metri d'altezza.
La facciata, che non copre completamente le forme retrostanti, è costituita da un avancorpo modellato sulle forme classiche del pronao: un ordine di paraste giganti in stile ionico sorreggono un frontone, sotto il quale si apre un grande arco centrale. Raccordato ai lati della facciata, il porticato si sviluppa con due ali curvilinee che racchiudono il piazzale antistante e che si concludono con due tribune pentagonali a edicola. Il portale d'ingresso è affiancato dalle statue di San Luca e di San Marco di Bernardino Cametti, eseguite nel 1716 e in origine collocate nel presbiterio.
Il corpo del vecchio monastero domenicano e il campanile quattrocentesco sono incorporati nel lato meridionale della costruzione. Nella cella di quest'ultimo è custodito un prestigioso concerto di cinque campane di cui le quattro minori (che formano il classico "quarto maggiore" bolognese, in nota Sol3-La3-Si3-Re4) sono state fuse nel 1835 da Giuseppe Brighenti, mentre la maggiore (in nota Re3) è stata aggiunta nel 1893 da Clemente e Giuseppe Brighenti, a formare con le quattro preesistenti l'intonazione detta "sesta", molto solenne e tipica di basiliche e santuari. In cella è presente anche una piccola campana antica, fuori concerto. Tutte le campane sono montate "alla bolognese" e sono ad azionamento completamente manuale.

### L'interno

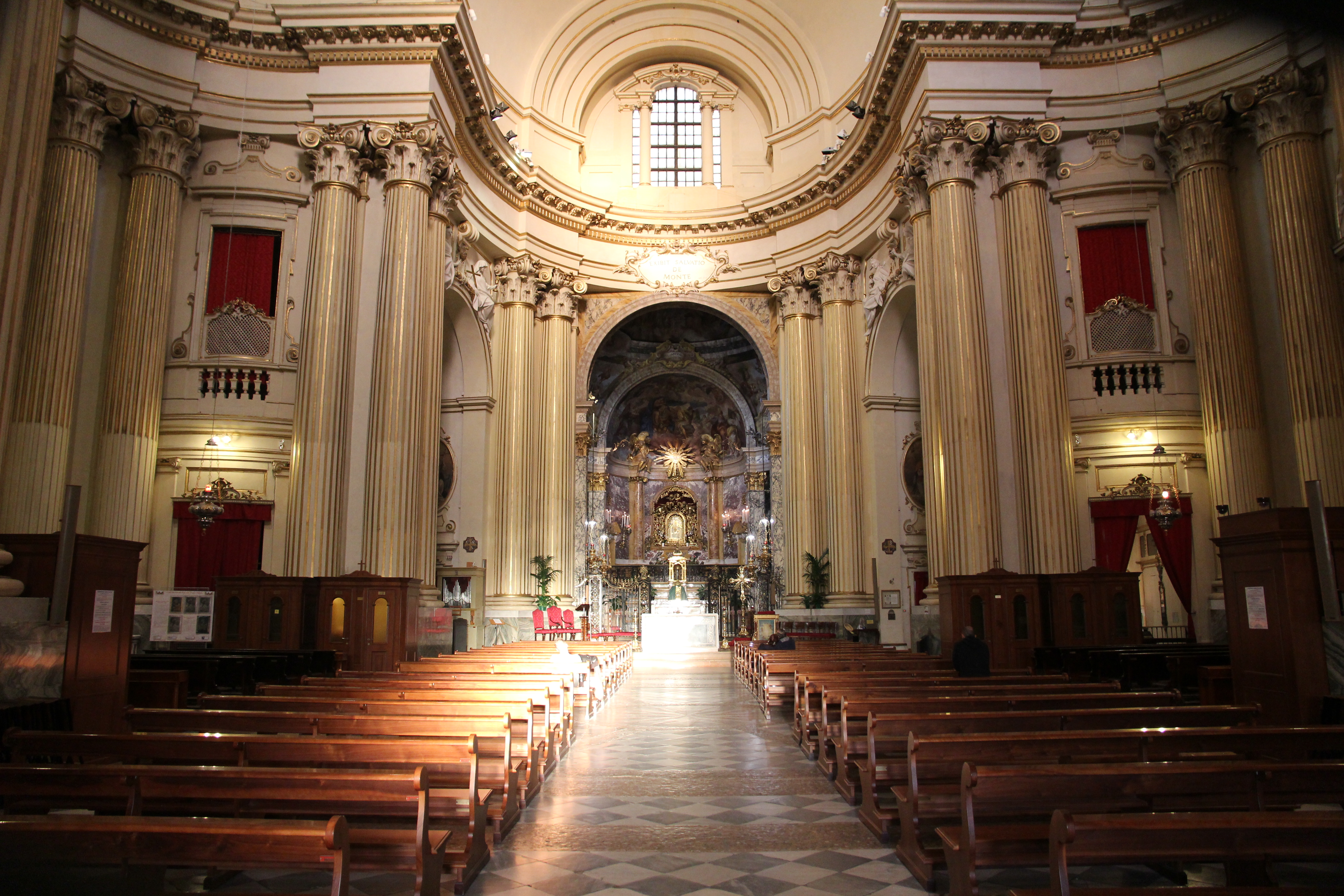
L'interno del santuario

L'interno è caratterizzato da una pianta ellittica sulla quale si innesta una croce greca (formata dall'asse centrale e dalle due cappelle maggiori laterali) e presenta un presbiterio rialzato, sulla cui sommità è posta l'icona della Vergine col Bambino. Gli archi principali sono sostenuti da pilastri a fascio composti da tre colonne corinzie giganti.
Fra le opere che si trovano all'interno, vi sono le pale d'altare di:
- Donato Creti (L'Incoronazione della Vergine, seconda cappella a destra, e La Vergine e i Santi Patroni di Bologna, seconda cappella a sinistra);
- Guido Reni (La Madonna del Rosario, terza cappella a destra);
- Guercino (una versione del Cristo che appare alla Madre, sacrestia maggiore);
- Domenico Pestrini (sacrestia maggiore).

Gli affreschi sono di Vittorio Maria Bigari (cappella maggiore) e di Giuseppe Cassioli (cupola). Gli stucchi sono opera di Antonio Borrello, Giovanni Calegari, con le statue di Angelo Gabriello Piò.

#### La cripta

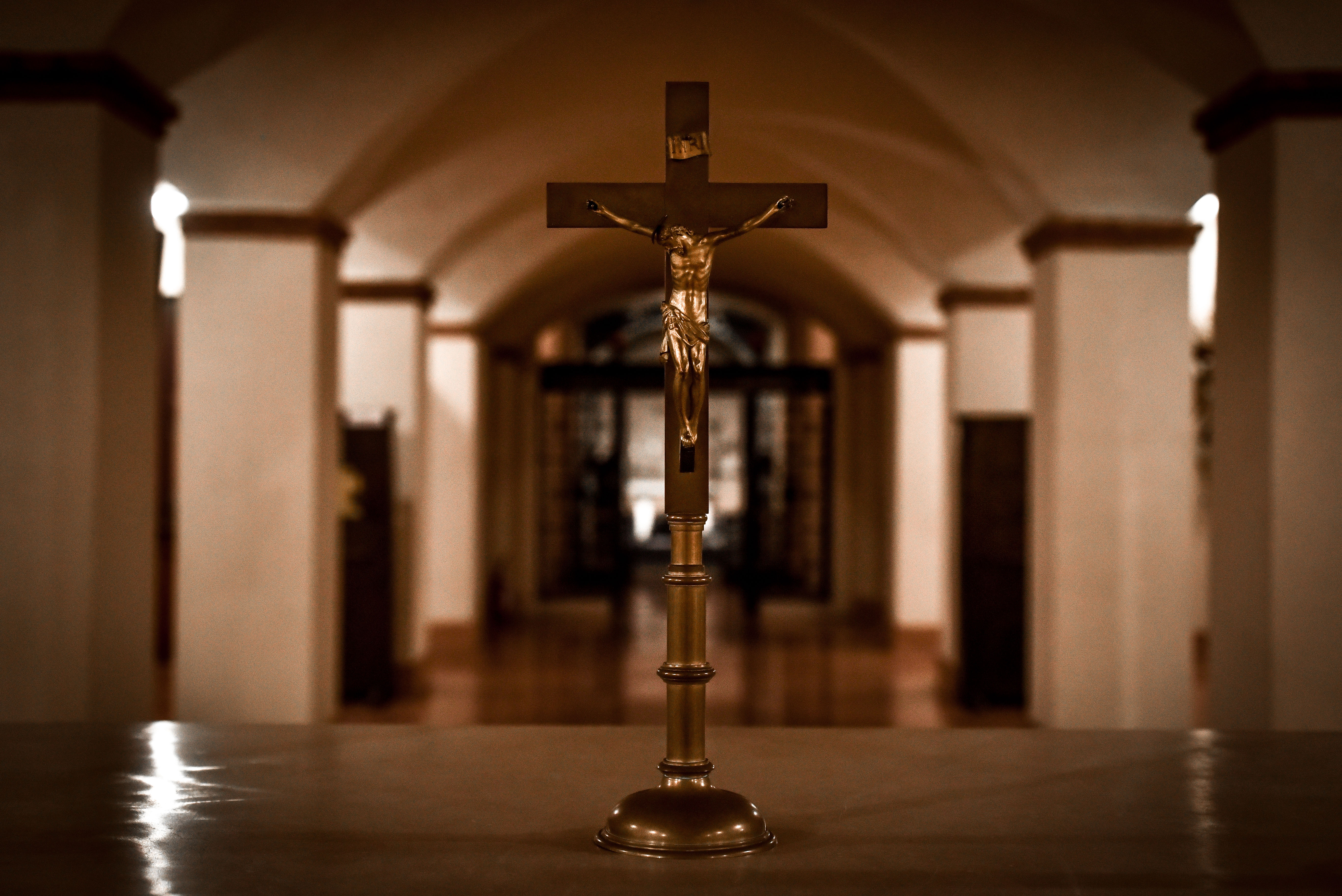
La cripta

La cripta fu costruita per volere del cardinale Giovanni Battista Nasalli Rocca, le cui spoglie sono qui conservate in una tomba monumentale, opera di Bruno Boari. Sono inoltre ospitate nella cripta alcune tombe appartenenti alle famiglie che hanno contribuito con donazioni alla costruzione del santuario.
All'interno della cripta si trova inoltre un modello in scala del santuario risalente al Settecento e un busto in cera dell'architetto Carlo Francesco Dotti che ultimò la costruzione del santuario. Sono custoditi anche degli oggetti sacri come il manto con cui viene cinta l'icona della Vergine e il baldacchino fiorito che la racchiude quando viene portata in processione in città.

#### La cupola

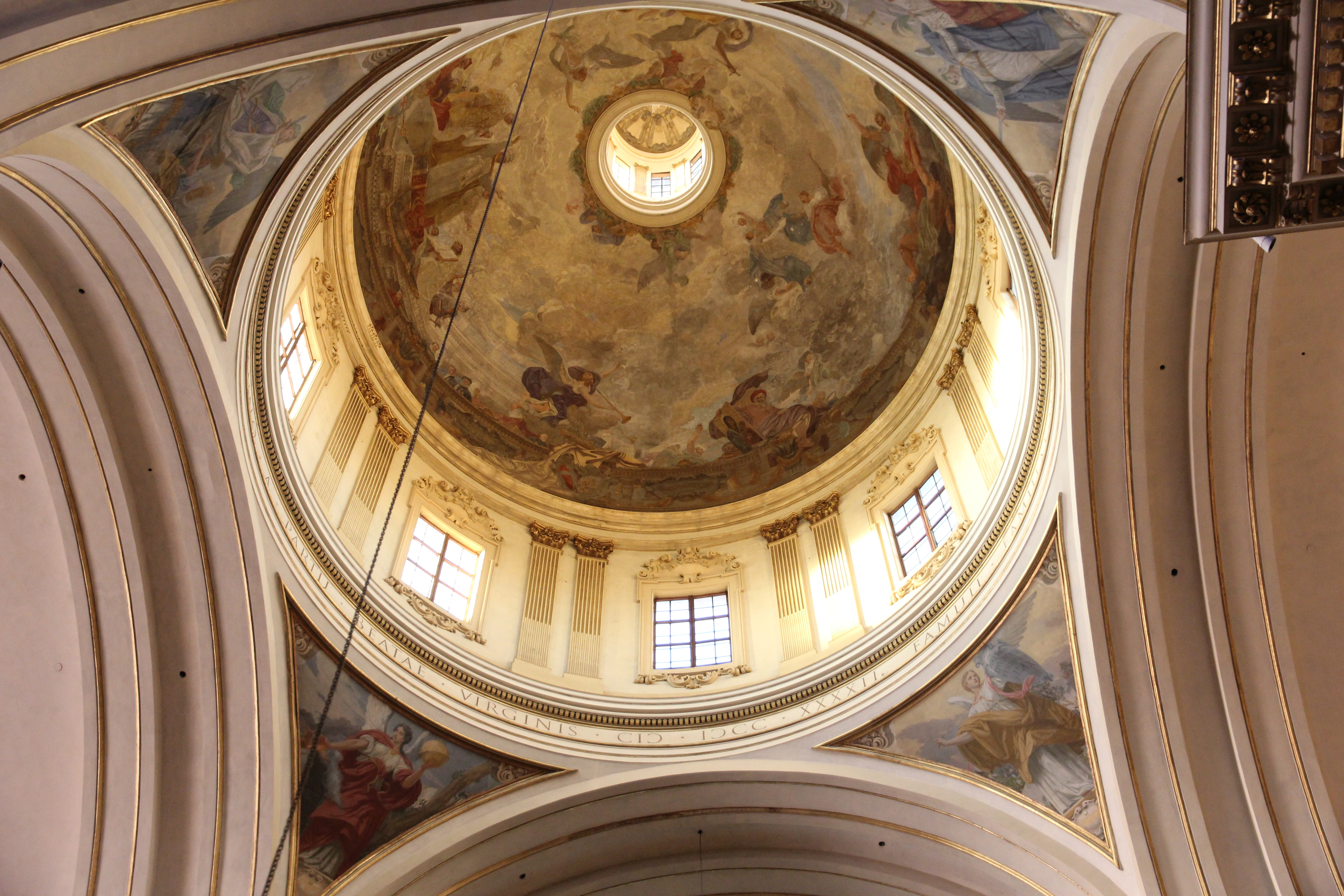
La cupola

Secondo il progetto originale del Dotti, la cupola si presentava inizialmente priva di affreschi, per esaltare lo spazio architettonico. Fu nel 1918 che venne commissionata la decorazione dell'interno della cupola, affidata al pittore e scultore fiorentino Giuseppe Cassioli. I lavori iniziarono nel 1922, per concludersi due anni dopo.
Il soggetto rappresenta una composizione allegorica incentrata sull'invocazione alla Madonna da parte di papa Benedetto XIV. Il pontefice è circondato da numerosi prelati, fra cui si riconosce Nasalli Rocca, all'epoca elemosiniere pontificio. È raffigurato inoltre l'evangelista Luca, in abiti orientali e con l'icona a lui attribuita dalla leggenda.
Cassioli progettò la propria opera cercando di allinearsi allo stile degli affreschi realizzati dal pittore Vittorio Maria Bigari oltre centocinquant'anni prima. Attenendosi allo schema già utilizzato da Bigari nella volta della cappella maggiore, Cassioli impostò perciò la composizione con una prospettiva dal basso, concentrando le figure alla base della cupola.

## Il portico

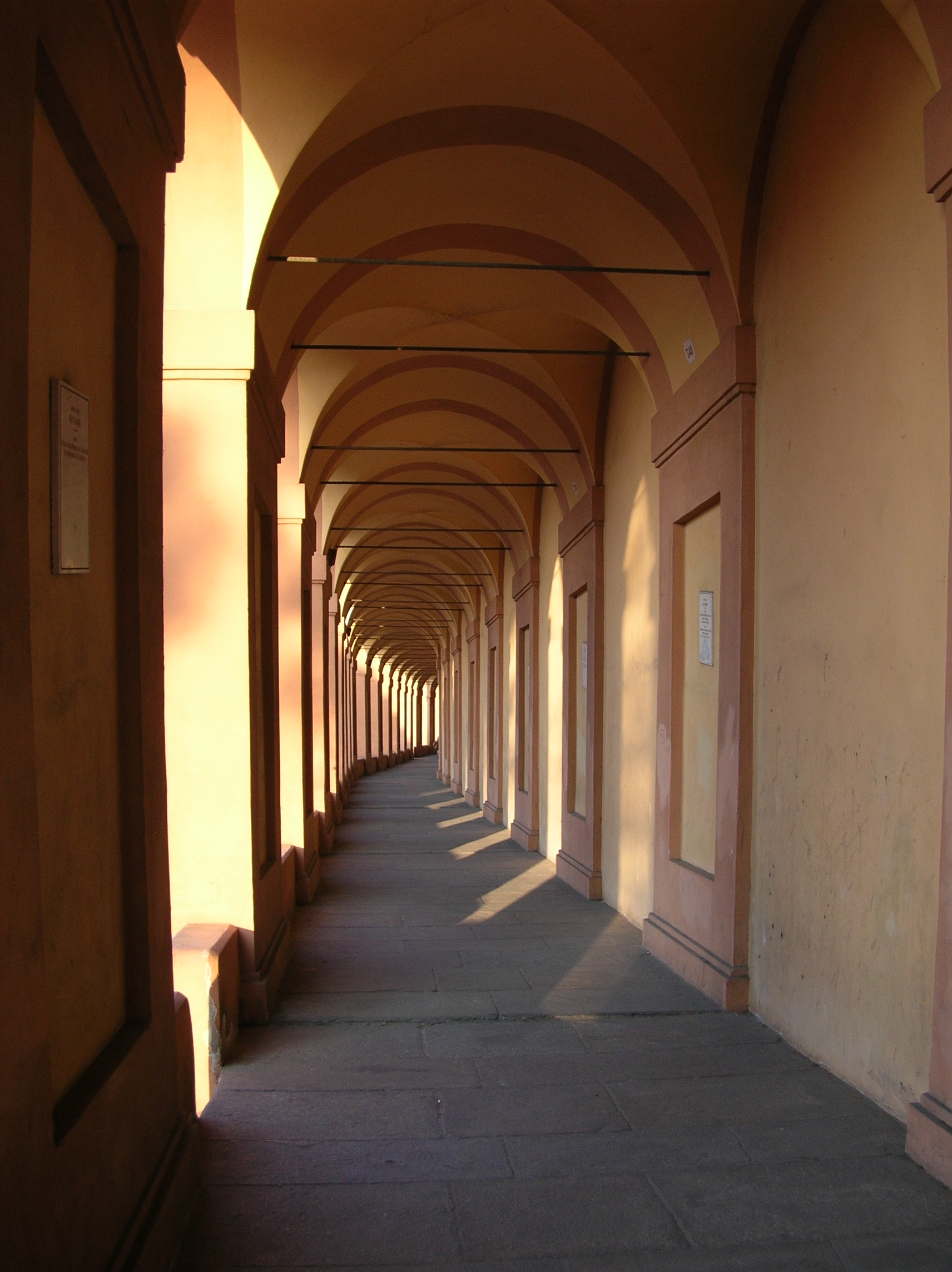
Uno scorcio del porticato di San Luca

Il 17 ottobre 1677 per avviare la costruzione del tratto collinare del lungo porticato, si rese necessario trasportare i materiali attraverso una lunga catena umana composta dai garzoni dei filatoi da seta e da donne e uomini che vi si aggiunsero. Quel gesto collettivo così efficace e simbolico, viene rievocato dal 2003 col "Passamano per San Luca" al quale in un sabato di metà ottobre partecipano centinaia di scolari, cittadini e associazioni a richiamo della solidarietà che consente di affrontare insieme ostacoli comuni.

### Storia
La via che, inerpicandosi per il colle della Guardia, porta al santuario, fu inizialmente ciottolata nel 1589 dal governo cittadino. L'abitudine dei pellegrini di appendere immagini con i Misteri del Rosario agli alberi lungo il percorso, indusse nel 1640 la vicaria Olimpia Boccaferri a iniziare la costruzione di quindici cappelle.
Per proteggere i sempre più numerosi pellegrini dalla pioggia, si decise di costruire il lunghissimo portico. Un primo modesto progetto fu redatto da Camillo Saccenti nel 1655, ma la scarsità di risorse economiche fece abbandonare il progetto, ripreso nel 1673 da un gruppo di privati (fra cui il cappellano dell'Ospedale per i pellegrini di San Biagio, don Lodovico Zenaroli, e il marchese Girolamo Albergati, confratello di Santa Maria della Morte) che crearono un comitato per la raccolta dei fondi necessari alla costruzione. Alla sua edificazione parteciparono cittadini di ogni classe dal 1674 al 1721, sotto la direzione dell'architetto Gian Giacomo Monti. Alla morte di questi, i lavori furono completati da Francesco Monti Bendini e dallo stesso Carlo Francesco Dotti, che progettò l'Arco del Meloncello nel 1721.
A causa della costruzione delle botteghe sovrastanti la parte pianeggiante del portico, fu necessario eseguire lavori di consolidamento nel 1791. Altri interventi di restauro vennero effettuati nel 1819 e nel 1955. Durante questi ultimi, molti stemmi dipinti che decoravano le lunette degli archi andarono perduti. Nuovi lavori di restauro sono stati iniziati nel 2019. Nel 2021 il portico di San Luca è stato incluso dall'UNESCO fra i portici di Bologna riconosciuti come Patrimonio dell'umanità.

### Caratteristiche
Il portico consta di un numero di archi fra i 658 e i 666 (a seconda del metodo di conteggio) e di 15 cappelle. Con i suoi 3 796 m risulta essere il portico più lungo al mondo. Il tratto in pianura, che va dall'Arco Bonaccorsi (antistante porta Saragozza) fino a quello del Meloncello, costeggia la via Saragozza ed è composto da 316 arcate ed è lungo 1,52 km. Il tratto collinare, che dal Meloncello conduce al Santuario, è composto da 350 arcate, fra cui quindici cappelle con i Misteri del Rosario, poste a cadenza regolare (circa ogni 20 archi) ed è lungo 2,276 km. Il portico è punteggiato di lapidi ed epigrafi commemorative di varie epoche, con fine devozionale (ex voto per grazie ricevute), oppure a espressione di gratitudine per donazioni.
Secondo la tradizione, non sarebbe casuale il fatto che esso sia composto (secondo un certo conteggio) da 666 archi: il numero diabolico (cfr. Apocalisse di Giovanni, 13, 18) simboleggerebbe il "serpente", ossia il Demonio, associato al porticato sia per la sua forma a zigzag, sia perché, terminando ai piedi del santuario, ricorda la tradizionale iconografia del Diavolo sconfitto e schiacciato dalla Madonna sotto il suo calcagno (cfr. Genesi, 3, 15).

## Il culto mariano

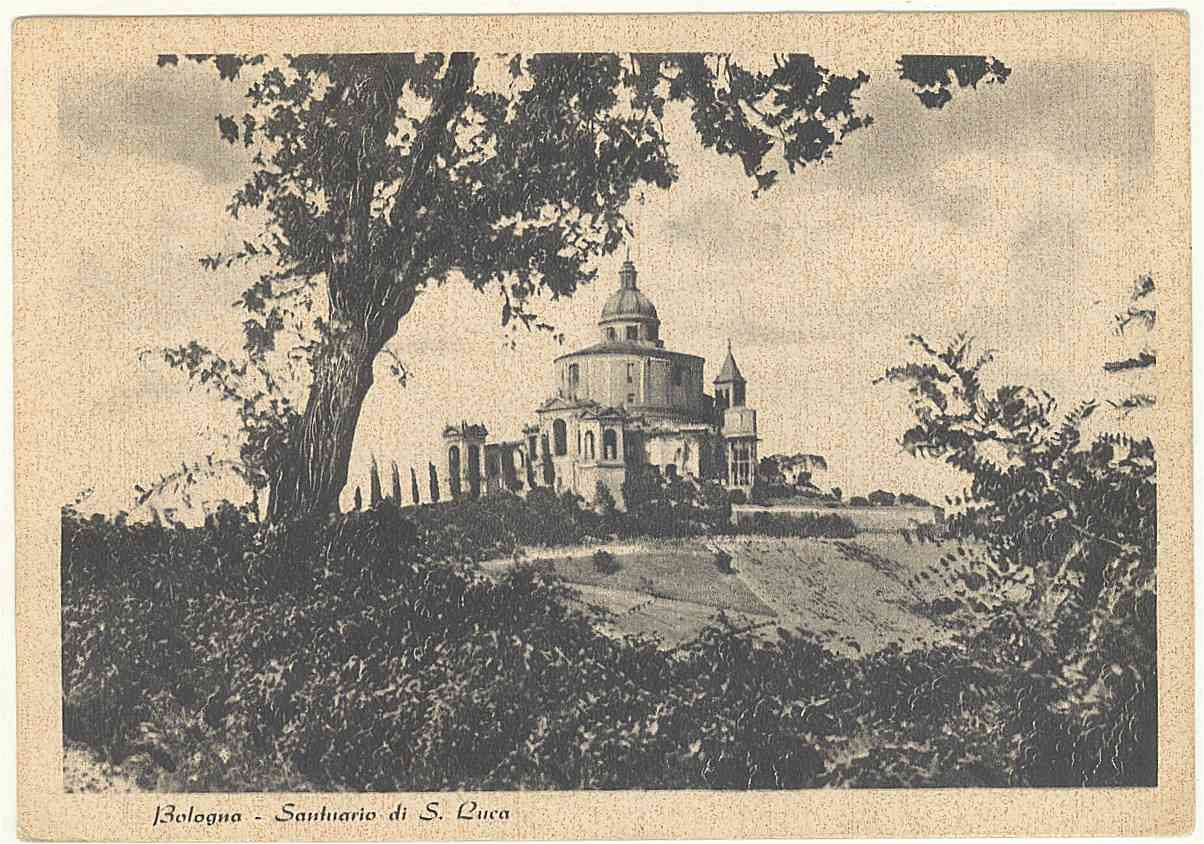
Il santuario in una cartolina del 1948

### Il "miracolo della pioggia"
Nel 1433, durante l'episcopato del beato Niccolò Albergati, la primavera fu estremamente piovosa, minacciando di rovinare i raccolti. Per scongiurare la prospettiva di una carestia, il giureconsulto Graziolo Accarisi (autore della sopracitata cronaca sulla leggenda riguardo all'arrivo dell'icona a Bologna) promosse presso il Consiglio degli Anziani la discesa dell'icona della Madonna col Bambino per implorare davanti all'immagine attribuita a San Luca la grazia per la fine delle piogge; ciò fece a imitazione di quanto facevano i fiorentini, che si rivolgevano sempre alla Madonna di Impruneta, pure attribuita a San Luca. Durante l'ingresso dell'icona in città il 5 luglio, la pioggia cessò; si fece allora una grande festa con una processione di tre giorni per la città, poi si riaccompagnò l'immagine al santuario. Per voto cittadino, da allora queste celebrazioni furono ripetute ogni anno.

### Le celebrazioni

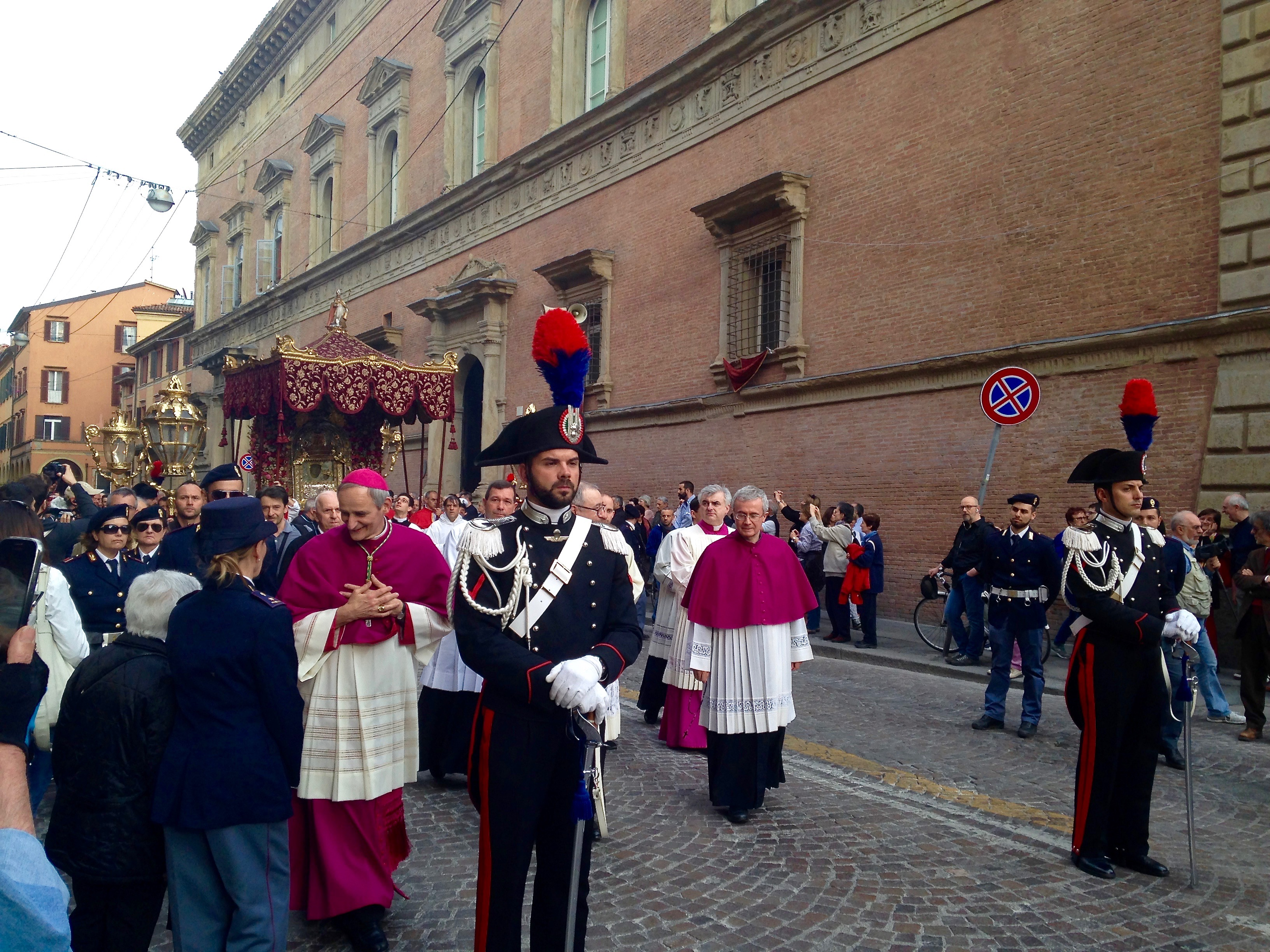
La processione del 2016, in presenza dell'arcivescovo di Bologna Matteo Maria Zuppi (a sinistra)

Il trasporto dell'immagine, durante le annuali discese in città, fu affidato ai Padri Gesuati di San Girolamo e Sant'Eustachio, ordine soppresso nel 1669 da Clemente IX, mentre la Confraternita di Santa Maria della Morte ne aveva la responsabilità durante la permanenza in città. A partire dal 1629 la Confraternita ebbe anche l'incarico del trasporto dal monte, con precise regole stabilite dalle monache di San Mattia. L'immagine, proveniente dal colle della Guardia, scendeva in città per essere portata nell'ex chiesa di San Mattia, dove le suore domenicane la addobbavano di fiori e gioielli. Da lì si recava nella chiesa di Santa Maria della Morte (dove oggi si trova palazzo Galvani, sede del Museo civico archeologico), per poi essere trasportata in diverse chiese cittadine fino a giungere, alcuni giorni dopo, presso la basilica di San Petronio.
Nel 1476, per volere di Giovanni II Bentivoglio, le celebrazioni per la Madonna di San Luca vennero spostate dalla prima domenica di luglio alla domenica delle Rogazioni Minori dell'Ascensione, mentre nel 1718 il cardinale Giacomo Boncompagni stabilì di anticiparle al sabato. Le leggi napoleoniche soppressero, nel 1796, la compagnia di Santa Maria della Morte e nel 1799 il monastero di San Mattia: da allora l'icona viene portata nella cattedrale di San Pietro.
Tuttora le celebrazioni iniziano, con la discesa dell'immagine, il sabato precedente la quinta domenica dopo Pasqua. L'icona viene portata a Bologna attraverso il porticato di San Luca da una solenne processione di clero e fedeli e, passando per le strade del centro, raggiunge la cattedrale accompagnata dai doppi suonati dai campanili vicini al corteo. Il mercoledì precedente l'Ascensione l'immagine viene portata processionalmente alla basilica di San Petronio, dal cui sagrato si impartisce dal 1588 una solenne benedizione alla città.
Dopo che l'immagine è rimasta in città una settimana, una medesima processione la riaccompagna al santuario. Fino al 1976 l'immagine sacra veniva riportata al santuario il giovedì dell'Ascensione. Dal 1977, con la promulgazione della legge 5 marzo 1977, n. 54 che aboliva, tra le altre, la festività infrasettimanale dell'Ascensione, le celebrazioni sono state posticipate alla domenica successiva.
Solamente due volte non fu possibile celebrare la discesa della Madonna: nel 1849, durante l'occupazione austriaca del colle, e nel 1944, durante la seconda guerra mondiale.

### L'icona

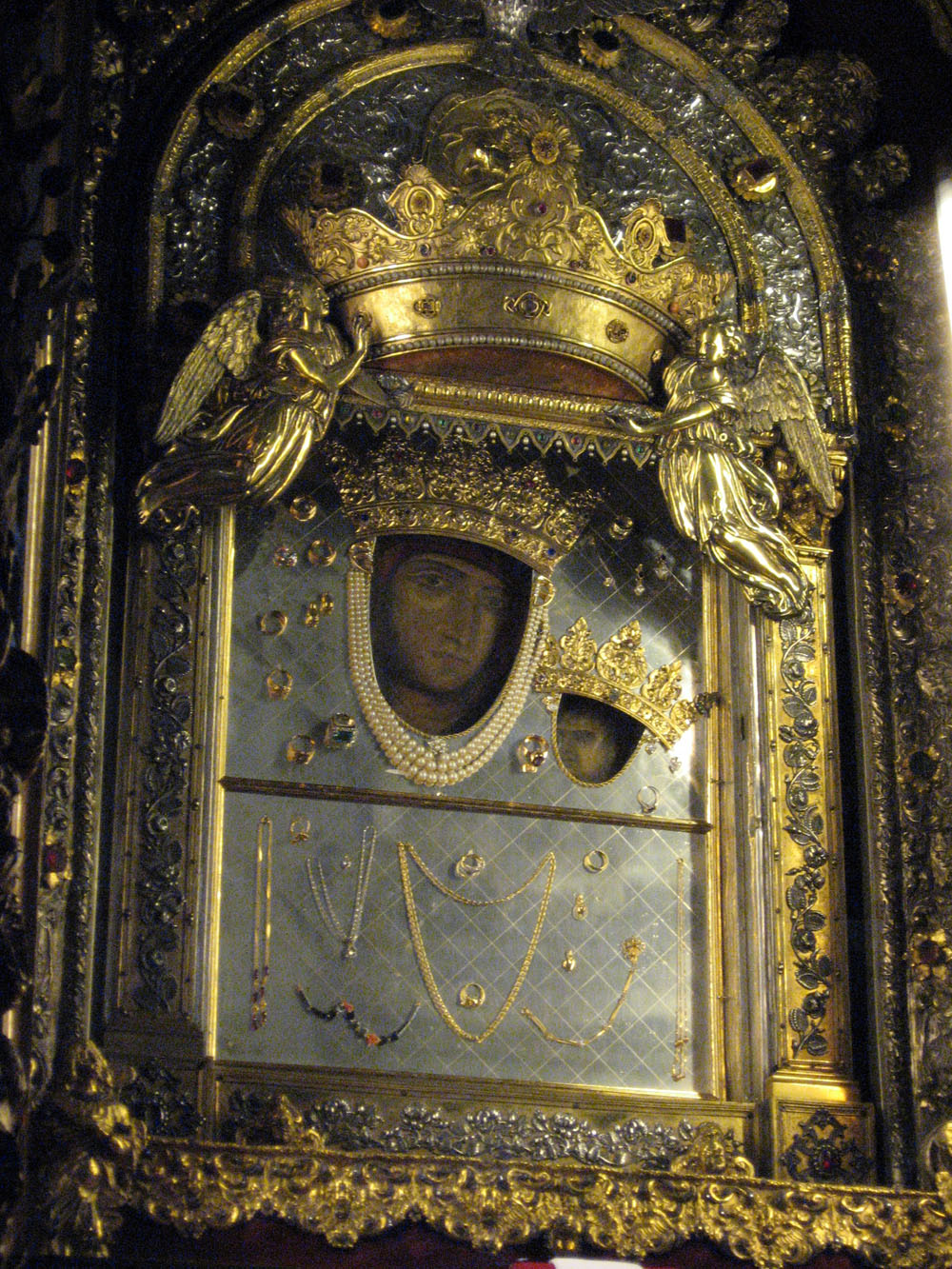
Icona della Madonna di San Luca

Centro della devozione popolare, l'icona raffigura una Madonna col Bambino secondo la classica iconografia orientale di tipo odighítria o hodigitria, cioè di "Colei che indica la Via", considerata la "Madonna dei viaggiatori".
La redazione attualmente visibile dell'icona, forse collocabile tra la fine dell'XII e l'inizio del XIII secolo, sembra attribuibile a una mano occidentale, ma certamente appartenente a un clima culturale bizantineggiante, come del resto gran parte della cultura figurativa del periodo.
L'icona misura 65 x 57 cm e ha uno spessore di circa 2 cm. È eseguita a tempera e foglia d'argento, su tela di lino applicata a una tavola centrale di pioppo, a cui sono aggiunte due tavole di testa in olmo e castagno.
Secondo la consolidata iconografia, la Madonna, rappresentata a mezzo busto, tiene in braccio Gesù benedicente. La Vergine porta una veste di colore blu-verde, sotto la quale si intravede una sottoveste rossa. I tratti del viso sono allungati, le dita della mano affusolate. Il Bambino, dalla testa piccola rispetto al corpo, ha il braccio destro atteggiato nel gesto di benedizione, mentre la mano sinistra è chiusa a pugno. La tunica del Bambino è dello stesso colore rosso della sottoveste della Vergine. Sullo sfondo si notano filari di piccole foglie d'edera, inseriti l'uno nell'altro e intervallati da piccole perle. Due fasce laterali di circa 4 cm decorate con motivi floreali contornano la tavola, mentre la parte superiore appare tagliata.
A seguito di studi anche radiografici, si è appurata l'esistenza di un altro dipinto, più antico, sotto l'immagine oggi visibile. Lo stile, in questo caso, è bizantino e presenta numerose affinità con le copie superstiti della Vergine in Santa Sofia a Costantinopoli, datate presumibilmente fra il X e l'XI secolo. La supposta origine orientale del primo dipinto, inoltre, è supportata dall'uso dell'indaco per il colore della veste della Vergine, in uso in Asia Minore, ma non in Italia.
Nell'immagine originaria, la Vergine presenta un setto nasale più sottile e la narice piccola e rialzata; la bocca ha entrambe le labbra carnose, mentre l'occhio appare più grande e allungato. Il Bambino, invece, risulta meno proporzionato, più solido e tornito, nel gesto enfatico di benedizione, pare alla greca, al contrario dell'immagine attuale, dove è alla latina.
Nel 1603 la Madonna fu incoronata dall'arcivescovo Alfonso Paleotti. Dal 1625 il dipinto è ricoperto da una lastra d'argento che lascia scoperti solo i volti, opera di Jan Jacobs di Bruxelles. Nel 1857 ricevette un prezioso diadema da papa Pio IX.

## Sport

### Ciclismo
La strada che corre parallela al porticato di San Luca, nel tratto in salita, è stata spesso affrontata da corse ciclistiche. In particolare, negli ultimi anni costituisce la difficoltà finale del Giro dell'Emilia, che la percorre per cinque volte. Nel 1956 invece vi si è svolta una cronoscalata del Giro d'Italia (vinta da Charly Gaul); nel 1984 vi è stato posto l'arrivo di una tappa in linea del Giro d'Italia (vinta da Moreno Argentin). Nel 2009 il Giro d'Italia del centenario ha toccato San Luca in occasione della 14ª tappa, vinta da Simon Gerrans. La salita del San Luca è stata la grande protagonista del crono-prologo del Giro d'Italia del 2019 e della seconda tappa del Tour de France 2024, vinta da Kévin Vauquelin.
La salita inizia al Meloncello (55 m s.l.m.): da qui al santuario sono circa 2 km, con una pendenza media del 10,8% e massima intorno al 18%. Il tratto più ripido si incontra a metà salita, poco dopo il punto in cui la strada passa sotto il colonnato (la curva è nota come delle orfanelle, in quanto antistante a un ex orfanotrofio femminile). La quota di arrivo è di 270 m s.l.m. mentre il dislivello è di 215 m.
Si può salire al santuario anche per la strada che ascende per il lato opposto del colle (via Casaglia). Questo versante è più lungo, ma decisamente più agevole.

### Podismo
Dal 1977 si corre la gara podistica internazionale su strada Casaglia-San Luca che, risalendo il colle della Guardia per la via di Casaglia, raggiunge il santuario e ridiscende il colle fiancheggiando il porticato storico. La gara, disputata di notte, copre un percorso di 10,2 km, con un dislivello massimo in salita di 376 m s.l.m. e in discesa di 385 m.

## Galleria d'immagini

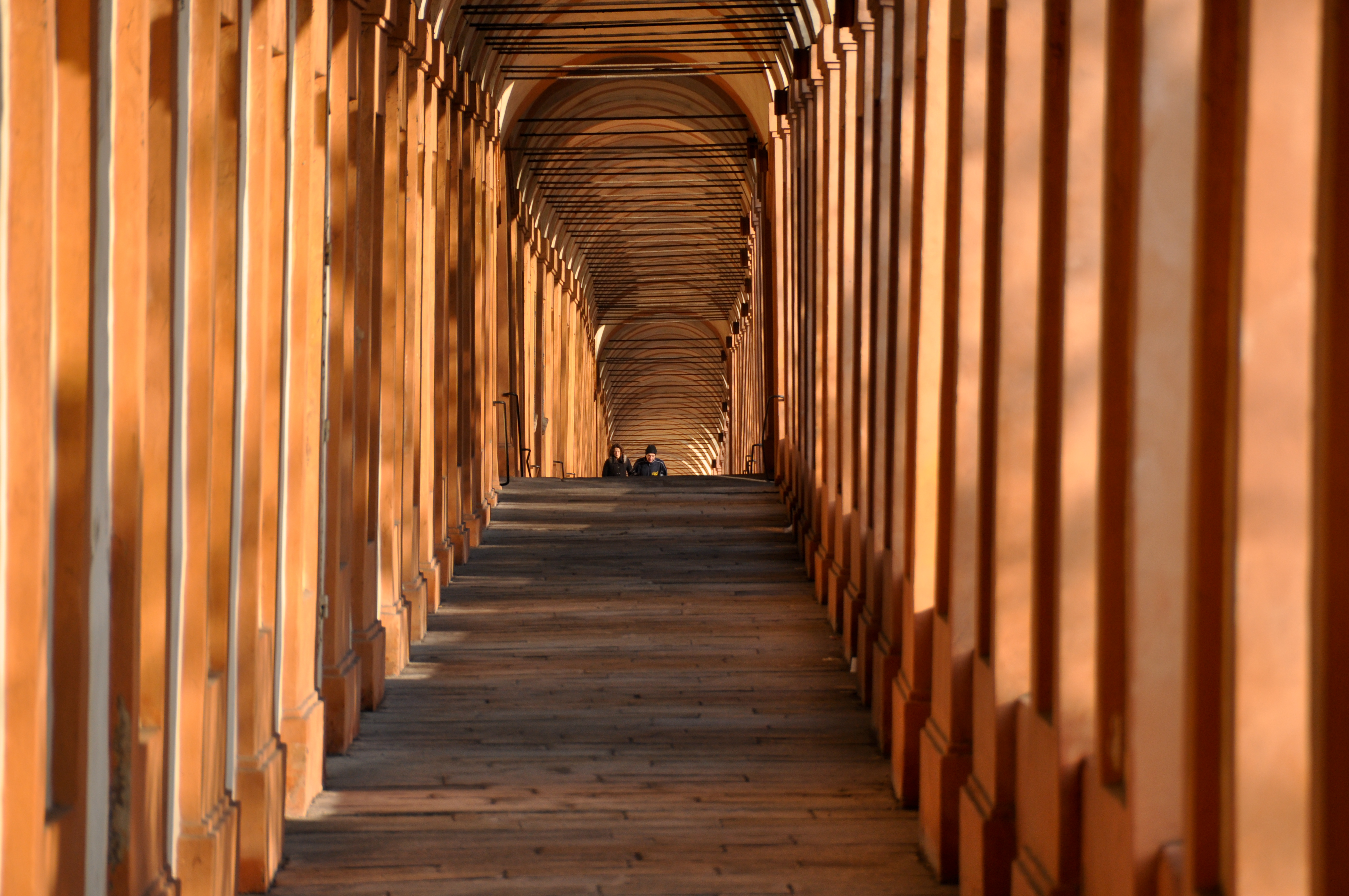
Uno scorcio del porticato di San Luca
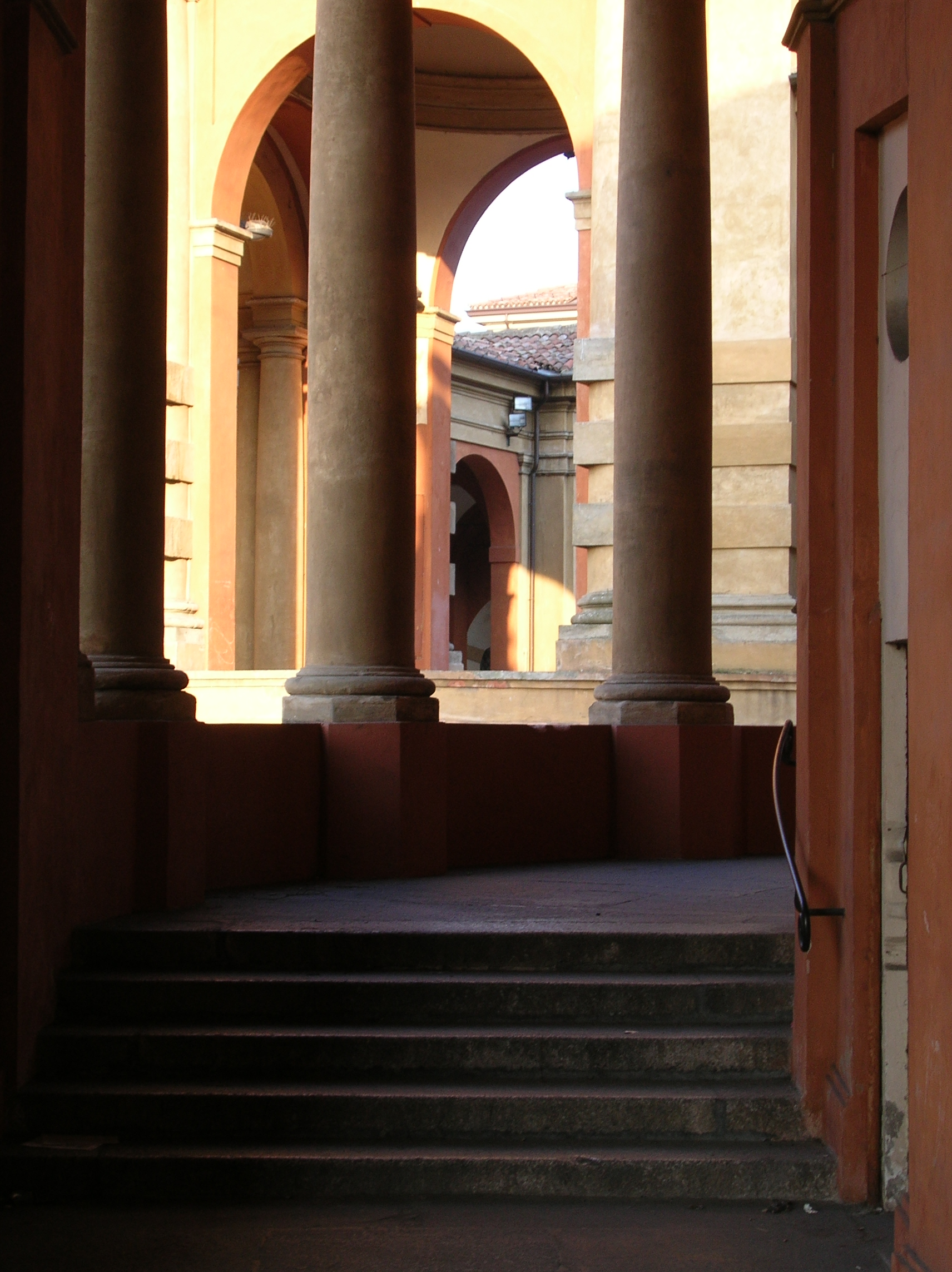
Porticato di San Luca, arco del Meloncello
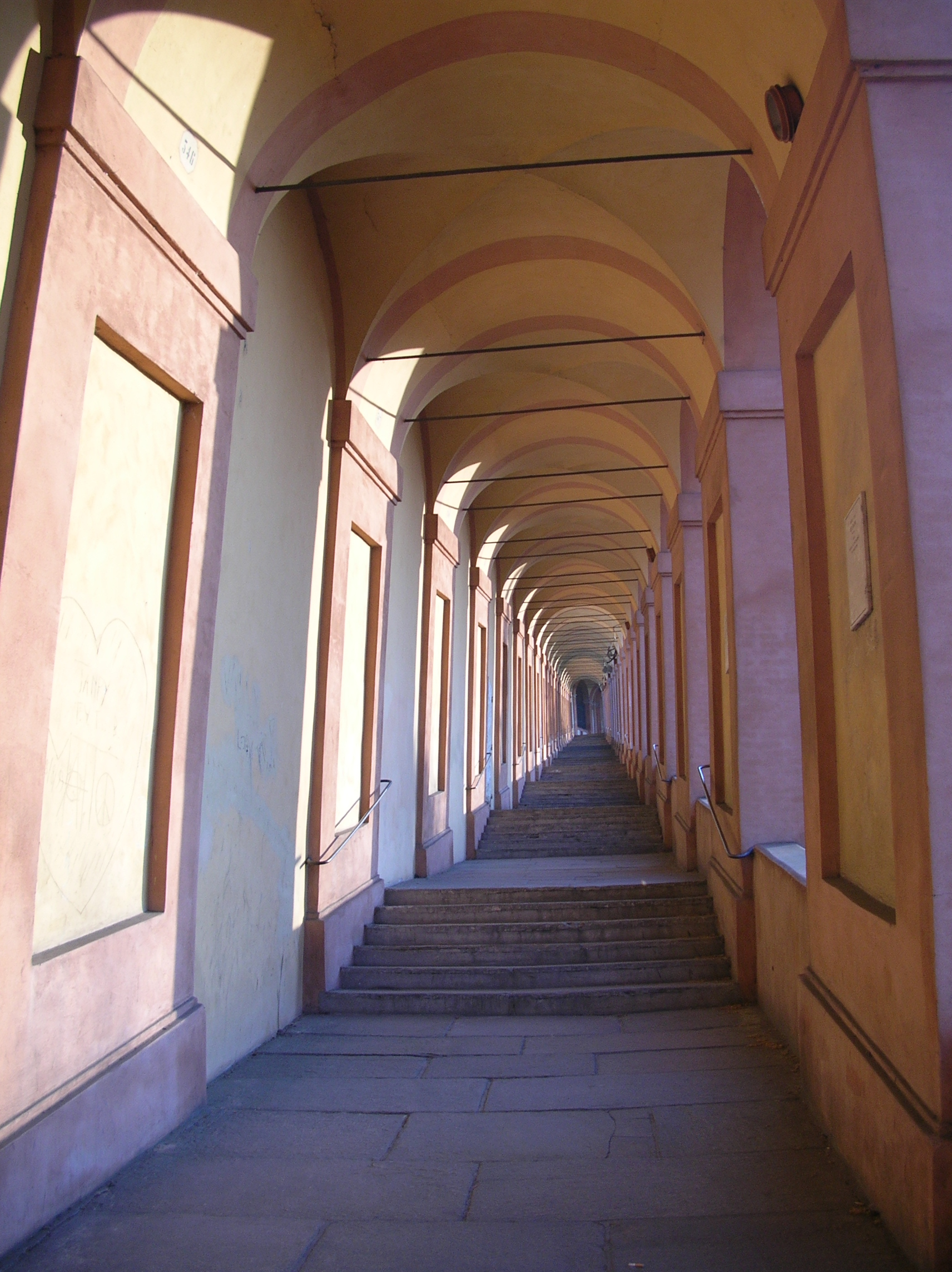
Porticato di San Luca
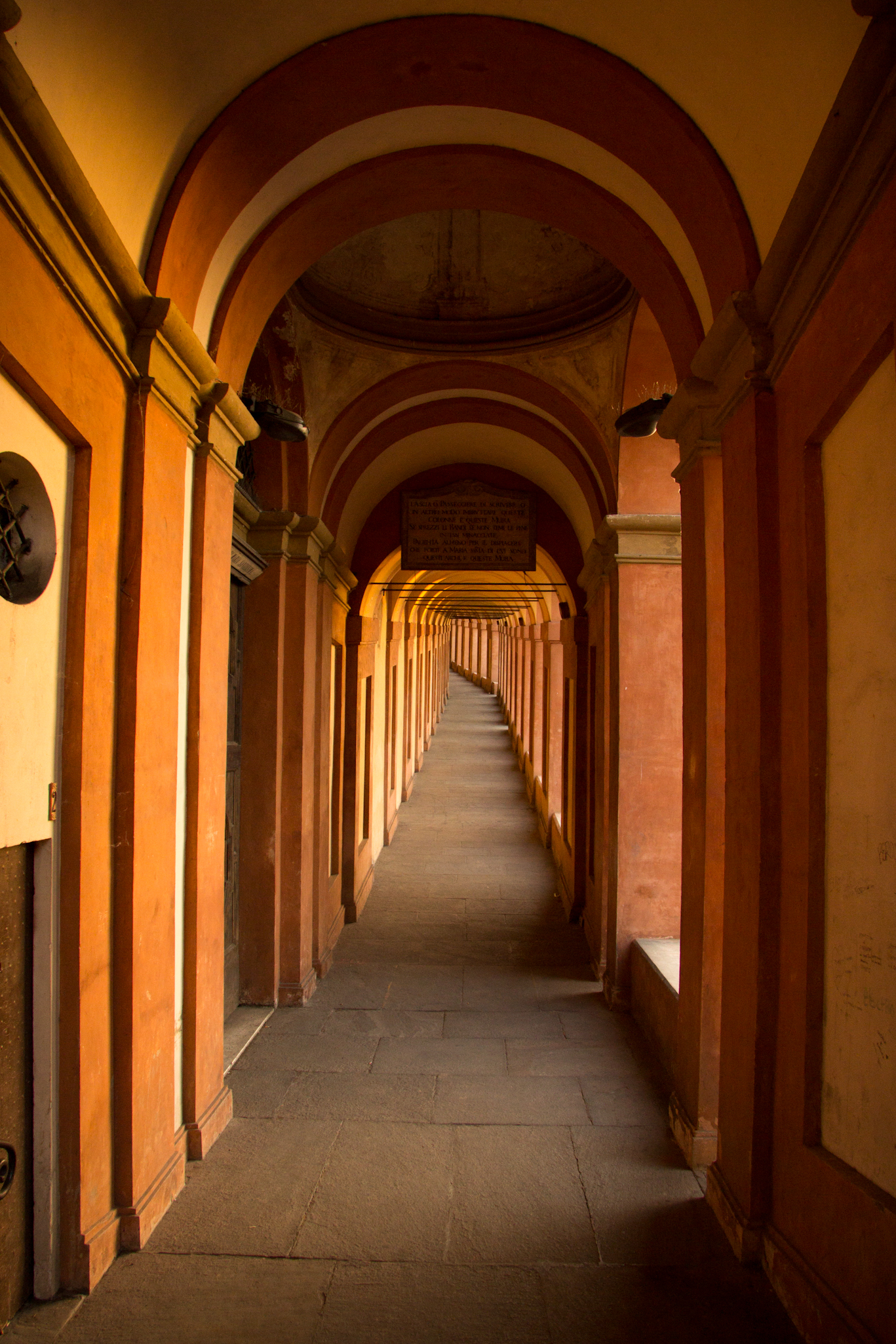
Porticato di San Luca
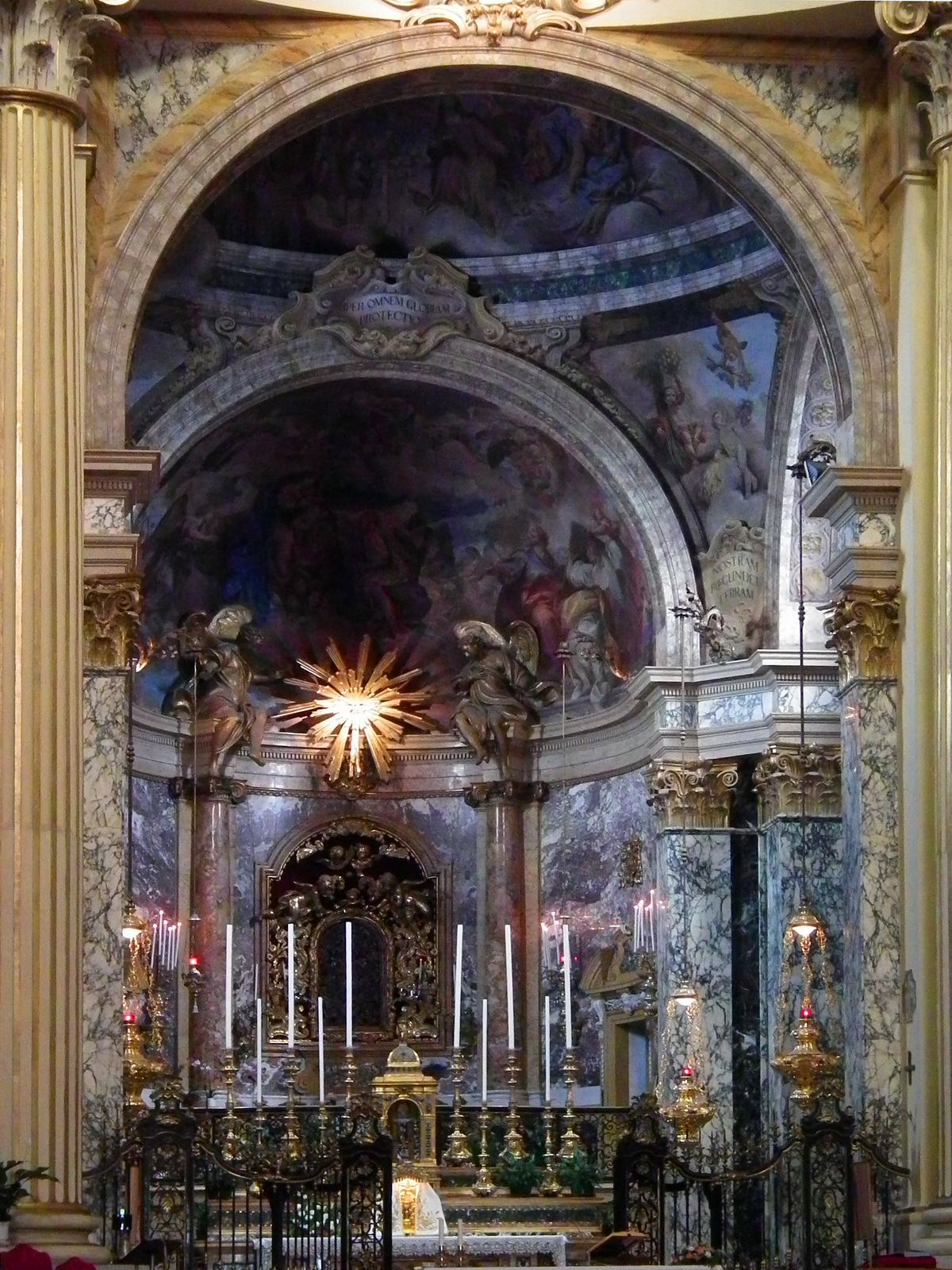
L'altare maggiore del santuario
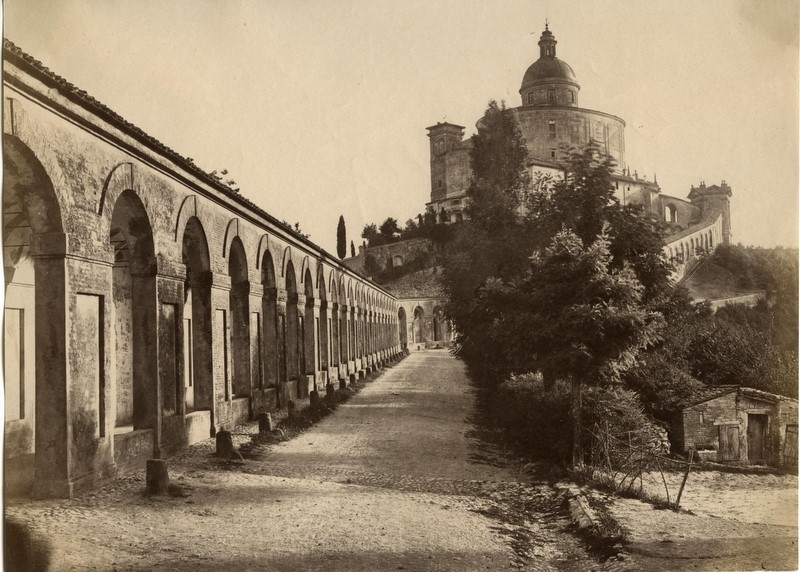
Il porticato e il santuario di San Luca (foto d'epoca)
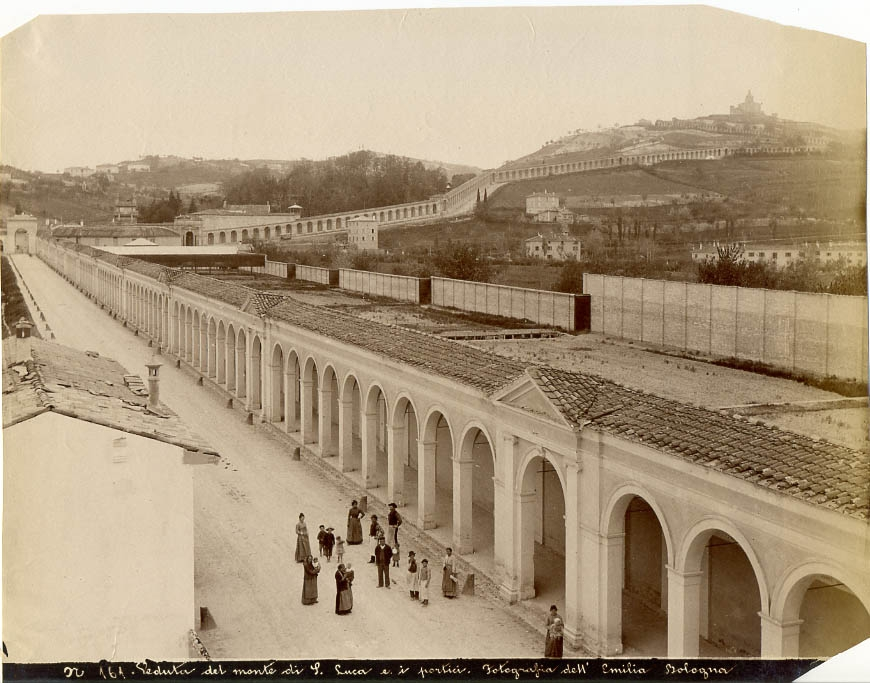
Il porticato visto dall'Arco Guidi, nei pressi dell'odierno Stadio Dall'Ara (foto d'epoca)
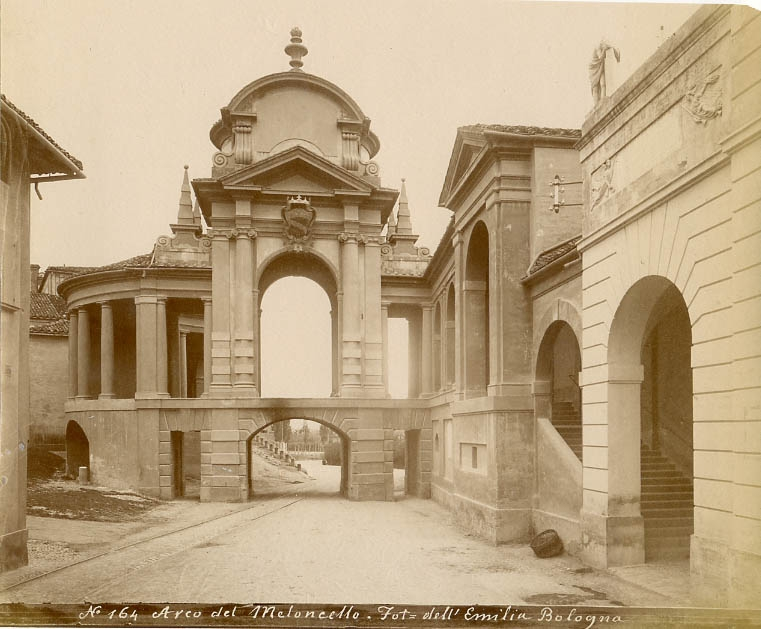
Arco del Meloncello (foto d'epoca)
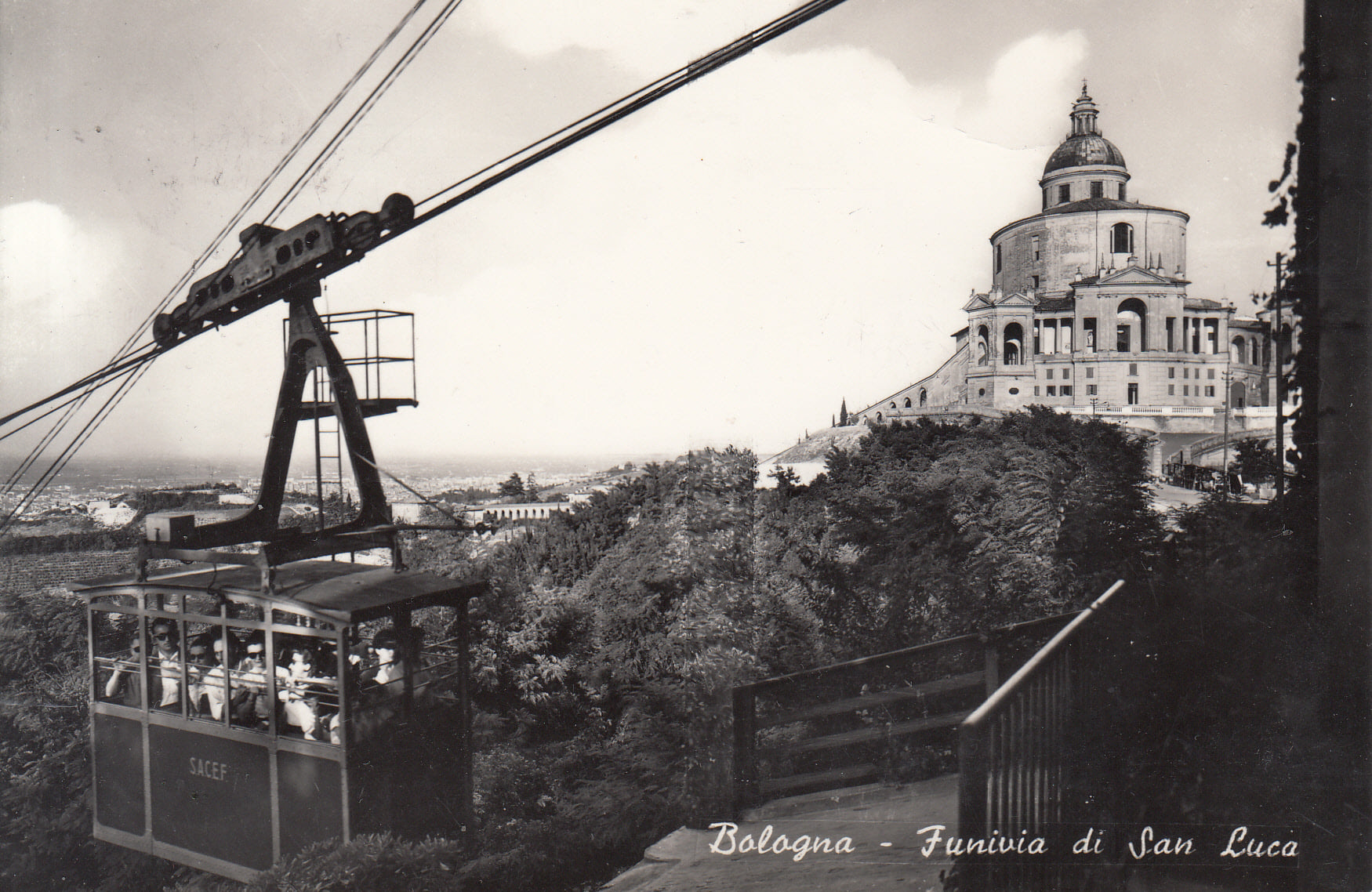
La funivia che portava in cima al colle della Guardia
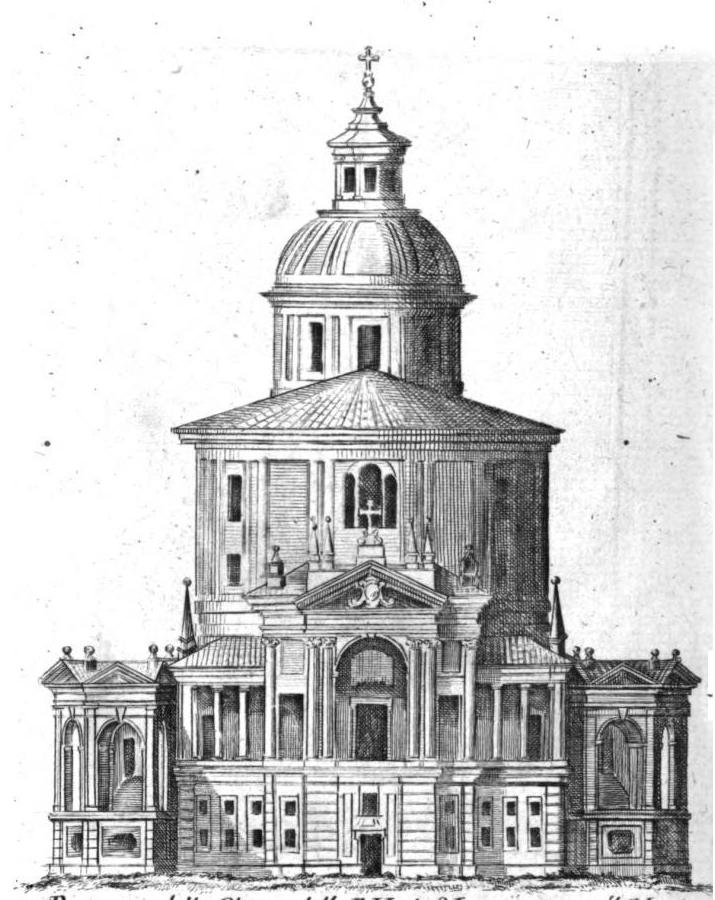
Schizzo ottocentesco del santuario